# Dorothy Wrinch

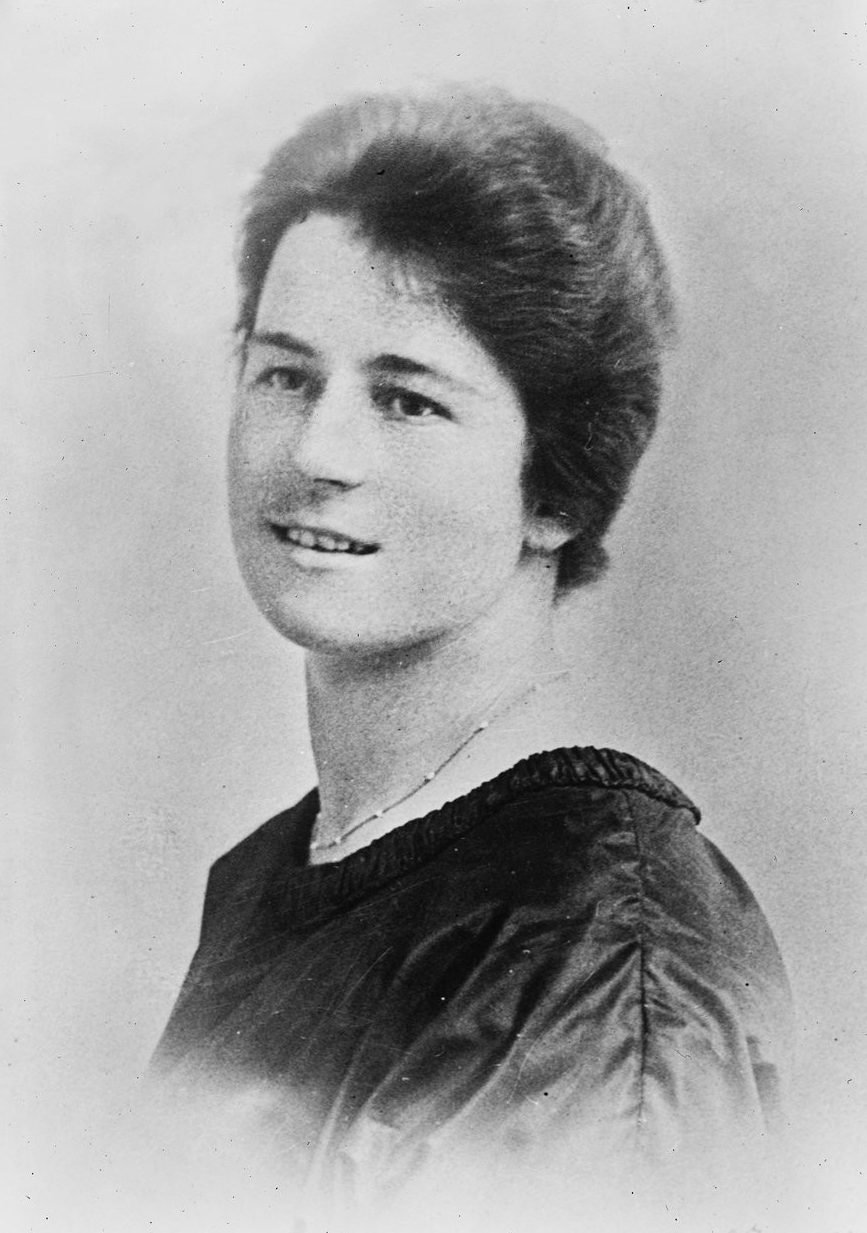
Dorothy Wrinch, 1921

Dorothy Maud Wrinch (* 12. September 1894 in Rosario, Santa Fe, Argentinien; † 11. Februar 1976 in Falmouth (Massachusetts)) war eine britische Mathematikerin. Sie befasste sich auch mit Wissenschaftsphilosophie und Biologie.

## Leben
Wrinch war die Tochter eines britischen Ingenieurs und wuchs bei London auf. Sie studierte ab 1913 Mathematik am Girton College der Universität Cambridge und machte 1916 ihren Abschluss mit sehr guten Noten (Wrangler) in den Tripos-Prüfungen. Anschließend absolvierte sie auch die Tripos Prüfungen in Philosophie (Moral Science) um bei Bertrand Russell symbolische Logik zu studieren. Sie war Russell´s unbezahlte Assistentin, als dieser wegen seiner Antikriegshaltung während des Ersten Weltkriegs inhaftiert war. Zu ihren späteren Aufgaben als Russells Assistentin gehörte die Druckvorbereitung von Ludwig Wittgensteins Tractatus. Sie publizierte über Mathematik (Logik, Analysis, Wahrscheinlichkeitstheorie) und Wissenschaftsphilosophie, wobei sie auch mit Harold Jeffreys zusammenarbeitete. 1918 gewann sie den Gamble Preis des Girton College und 1918 bis 1920 war sie Lecturer in Mathematik am University College London, wobei sie 1920 ihren Masterabschluss machte und 1922 promoviert wurde. Sie kehrte 1921 mit einem Forschungsstipendium ans Girton College zurück.
1922 heiratete sie den theoretischen Physiker John William Nicholson (1881–1955) und zog mit diesem nach Oxford. Sie hatte mit ihm eine Tochter (geboren 1928), trennte sich von ihm aber 1930 (Nicholson hatte Alkoholprobleme und erlitt einen geistigen Zusammenbruch) und wurde von ihm 1938 geschieden, nachdem Nicholson wegen seiner psychischen Probleme eingewiesen wurde. In Oxford unterrichtete sie in Teilzeit an einigen der Frauen-Colleges, wie Somerville College. 1927 wurde Lecturer am Lady Margaret Hall College (als erste Frau in Oxford, die als Lecturer in Mathematik qualifiziert war).
1939 ging sie in die USA, heiratete dort 1941 den Biologen Otto Charles Glaser (1880–1951), der Professor am Amherst College war, und hatte verschiedene Gastprofessuren (Amherst College, Smith College, Mount Holyoke College und 1940 ein Jahr in der Chemiefakultät der Johns Hopkins University).
Ab 1942 war sie am Smith College in einer speziell eingerichteten Forschungsprofessur für Physik bis zu ihrer Pensionierung 1971. Die Sommermonate forschte sie mit ihrem Mann häufig im Woods Hole Labor und nach ihrer Pensionierung 1971 zog sie ganz nach Woods Hole. 1943 wurde sie US Staatsbürgerin. 1945 wurde sie Fellow der American Physical Society.
1929 war sie die erste Frau, die einen D. Sc. der Universität Oxford erhielt.

## Werk
Ab Anfang der 1930er Jahre wandte sie sich der Biologie zu – wobei sie sich von mathematischer Seite der Molekularbiologie näherte – und war 1932 Gründungsmitglied einer interdisziplinären britischen Wissenschaftlergruppe in Cambridge (Theoretical Biology Club), die sich mit der Funktionsweise von Proteinen befasste (dazu gehörten auch Joseph Needham, C. H. Waddington, John Desmond Bernal und Dorothy Crowfoot Hodgkin). Sie besuchte 1931 bis 1934 Laboratorien und Universitäten in Berlin, Wien, Paris und London. 1935 erhielt sie für ihre Forschungen ein Stipendium der Rockefeller-Stiftung. Obwohl sie keine Ausbildung als Chemikerin hatte, stellte sie eine Cyclol Theorie des Proteinaufbaus auf, die damals erhebliches Aufsehen erhielt. 1937 stellte sie die Theorie auf einer Vortragsreise in den USA vor. Es kam zu einer Kontroverse mit Linus Pauling, der die spezielle Cyclol-Bindung, die sie dem Proteinaufbau zugrunde legte, als thermodynamisch instabil kritisierte. Auch Röntgenkristallographen widersprachen der Theorie. Um ihre Theorie zu beweisen, unternahm sie Experimente mit Irving Langmuir. Das Cyclol Modell war das erste Modell der Struktur globulärer Proteine und ihrer Faltung. Wrinch stellte sich den Aufbau der Proteine aus Bausteinen ähnlich mathematischen Polyedern vor, zusammengehalten über Cyclolbindungen. Beispielsweise konstruierte sie damit Schichtstrukturen ähnlich dem Beta-Faltblatt. Obwohl das Modell sich als falsch herausstellte, behielt Wrinch in einigen Aspekten Recht, so bei der wichtigen Rolle, die hydrophobische Effekte bei der Proteinfaltung spielen.
In den 1940er Jahren befasste sie sich insbesondere mit der Interpretation von röntgenkristallographischen Aufnahmen und schrieb darüber eine Monographie. Sie schrieb auch zwei Bücher über die Struktur von Proteinen.
Unter dem Pseudonym Jean Ayling veröffentlichte sie 1930 ein Buch über die Probleme als berufstätige Frau ein Kind großzuziehen (The retreat from parenthood).